# Martyr’s Memorial A Division League
Martyr’s Memorial A Division League – najwyższa klasa rozgrywkowa w piłce nożnej w Nepalu. Skupia 12 najlepszych drużyn tego kraju. Pierwsza edycja miała miejsce w sezonie 1954/1955. 

## Kluby w sezonie 2010
- Boys Union Katmandu
- Friends Club Katmandu
- Jawalakhel Youth
- Manang Marshyangdi Swayambhu
- Machhindra Katmandu
- Nepal Armed Police Force
- Nepal Police Club
- New Road Team Katmandu
- Ranipokhari Corner Team
- Sankata Boys Kathmandu
- Three Star Patan
- Tribhuwan Army Club

## Mistrzowie Nepalu
| - 1954/1955: Mahabir Katmandu - 1955/1956: Nepal Armed Police Force - 1956/1957: Nepal Armed Police Force - 1957/1958: Army XI - 1960/1961: New Road Team Katmandu - 1962/1963: New Road Team Katmandu - 1963/1964: Bidya Byama - 1966/1967: Mahabir Katmandu - 1967/1968: Friends Union Katmandu - 1968/1969: Deurali Club - 1969/1970: Mahabir Katmandu - 1970/1971: Deurali Club - 1971/1972: Ranipokhari Corner Team - 1972/1973: Ranipokhari Corner Team - 1973/1974: Ranipokhari Corner Team - 1975: Boys Union Katmandu - 1976: Sunakhari Athletic Club - 1977: Annapurna Club - 1978: New Road Team Katmandu - 1979: Ranipokhari Corner Team |  | - 1980: Sankata Boys Katmandu - 1981/1982: Ranipokhari Corner Team - 1982: Annapurna Club - 1983: Sankata Boys Katmandu - 1984: Ranipokhari Corner Team - 1985: Sankata Boys Katmandu - 1986: Manang Marshyangdi Swayambhu - 1987: Manang Marshyangdi Swayambhu - 1989: Manang Marshyangdi Swayambhu - 1995: New Road Team Katmandu - 1996/1997: Three Star Patan - 1997/1998: Three Star Patan - 2000: Manang Marshyangdi Swayambhu - 2003/2004: Manang Marshyangdi Swayambhu - 2004: Three Star Patan - 2005/2006: Manang Marshyangdi Swayambhu - 2006/2007: Nepal Police Club - 2010: Nepal Police Club |

## Królowie strzelców
| Sezon     | Król strzelców              | Klub                                    | Gole |
| 2000      | Niranjan Rayamajhi          | Ranipokhari Corner Team                 | 23   |
| 2003/2004 | Surendra Tamang             | Three Star Patan                        | 15   |
| 2004      | Basanta Thapa               | Manang Marsyangdi Swayambhu             | 20   |
| 2005/2006 | Obagbemiro Junior Rishi Rai | Brigade Boys FC Ranipokhari Corner Team | 27   |
| 2006/2007 | ?                           | ?                                       | ?    |
| 2010      | Santosh Sahukhala           | Three Star Patan                        | 19   |